# Fremdkörperabscheider (Luftfahrt)

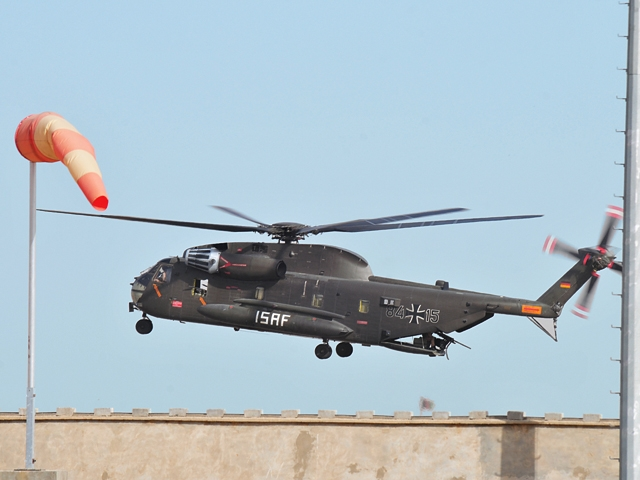
CH-53GS der Heeresflieger im ISAF-Einsatz während des Landeanflugs. Der EAPS auf Backbordseite ist aufgrund der noch fehlenden Lackierung gut zu erkennen.

Ein Fremdkörperabscheider, Einlauf-Partikel-Separator, Partikel-Abscheider, Inlet Particle Separator (englisch; Abkürzung IPS) oder Engine Air Particle Separator (engl. für ‚Triebwerksluft-Partikelabscheider‘) ist ein Mechanismus, der insbesondere in militärischen Hubschrauber- und Turboprop-Triebwerken eingesetzt wird, um die Turbine(n) vor Fremdkörpern wie Sand oder ähnlichem in der angesaugten Luft zu schützen.
Meist besteht dieser aus einem zusätzlichen, bei Bedarf zuschaltbaren Lufteinlasskanal, in welchem die Luftströmung einen weniger gekrümmten Lauf als im Lufteinlass zur Turbine selbst nimmt (Trägheitsabscheider). Fremdkörper gelangen durch ihre Massenträgheit bevorzugt in diesen alternativen Kanal, wo sie keinen Schaden anrichten. Die kontaminierte Luft wird verworfen, wodurch ein gewisser Leistungsabfall entsteht. Aus diesem Grund wird der Particle Separator nur zugeschaltet, wenn es die jeweiligen Umstände erfordern.